# テイルズ・オブ・クリエイション〜創生神話
『テイルズ・オブ・クリエイション〜創生神話』（テイルズ・オブ・クリエイション〜そうせいしんわ、原題：Tales of Creation）は、スウェーデンのヘヴィメタル・バンド、キャンドルマスが1989年に発表した4作目のスタジオ・アルバム。

## 背景
本作のタイトルは、バンドがデビュー前の1985年に制作したデモ・テープのタイトルと同じである。「暗反射」は、元々はデビュー前の1985年にデモ録音されていた曲で、「樫の木の下で」は、デビュー・アルバム『エピカス・ドゥーミカス・メタリカス』（1986年）収録曲の再録音である。

## 反響・評価
スウェーデンでは1989年10月18日付のアルバム・チャートで48位を記録するが、翌週にはチャート圏外に落ちた。Eduardo Rivadaviaはオールミュージックにおいて5点満点中2.5点を付け「キャンドルマスの過去のアルバムと比べて、傑出した曲は少ないかもしれないが、音作りの面では過去最高で、バンドの低音重視のザクザクとしたギター・サウンドを損なうことなく、メサイア・マーコリンのオペラ的なボーカルを完全に引き立てている」と評している。

## 収録曲
全曲ともレイフ・エドリング作。
1. 予言書 - "The Prophecy" – 1:27
2. 暗反射 - "Dark Reflections" – 5:06
3. ヴォイシズ・イン・ザ・ウィンド - "Voices in the Wind" – 0:14
4. 樫の木の下で - "Under the Oak" – 6:00
5. ティアーズ - "Tears" – 4:13
6. 天空を突く塔 - "Into the Unfathomed Tower" – 3:04
7. ジ・エッジ・オブ・ヘヴン - "The Edge of Heaven" – 6:25
8. サムホェア・イン・ノーホェア - "Somewhere in Nowhere" – 3:47
9. 死の淵を抜けて - "Through the Infinitive Halls of Death" – 5:07
10. 夜明け - "Dawn" – 0:25
11. ア・テイル・オブ・クリエイション - "A Tale of Creation" – 6:55

## 参加ミュージシャン
- メサイア・マーコリン - ボーカル
- ラーズ・ヨハンソン - リードギター
- マッツ・ビョークマン - リズムギター
- レイフ・エドリング - ベース
- ヤン・リンドー - ドラムス

アディショナル・ミュージシャン
- ジェイ・ラーセン、ジム・バックマン - ナレーション